# Tími
Tími är en ort i Cypern.   Den ligger i distriktet Eparchía Páfou, i den sydvästra delen av landet, 90 km sydväst om huvudstaden Nicosia. Tími ligger 64 meter över havet och antalet invånare är 939. Den ligger på ön Cypern.
Terrängen runt Tími är platt åt sydväst, men åt nordost är den kuperad. Havet är nära Tími åt sydväst. Närmaste större samhälle är Pafos, 9,7 km nordväst om Tími. 